# Šípy
Šípy (en allemand : Schippen) est une commune du district de Rakovník, dans la région de Bohême-Centrale, en République tchèque. Sa population s'élevait à 163 habitants en 2020.

## Géographie
Šípy se trouve à 8 km à l'ouest-nord-ouest de Slabce, à 13 km au sud-ouest de Rakovník et à 58 km à l'ouest-sud-ouest de Prague.
La commune est limitée par Všesulov au nord, par Krakov au nord-est, par Krakovec à l'est, par Slatina au sud, et par Břežany et Čistá à l'ouest.

## Histoire
La première mention écrite de la localité date de 1410.

## Administration
La commune se compose de trois quartiers :
- Šípy
- Bělbožice
- Milíčov

## Transports
Par la route, Šípy se trouve à 13,5 km de Slabce, à 17 km de Rakovník et à 75 km de Prague.